# アラ・ナジモヴァ
アラ・ナジモヴァ（Alla Nazimova, 1879年6月3日（ユリウス暦5月22日） - 1945年7月13日）は、ロシア出身の女優・脚本家・プロデューサーである。その美貌と独特の個性でサイレント期最大の女優と言われている。

## 来歴
本名Mariam Edez Adelaida Leventon。当時ロシアだったヤルタ（現在はウクライナ）で生まれた。子供時代の大部分を里親や親戚の元で暮らした。子供の頃は音楽に興味を持ちヴァイオリンを弾いていたが、17歳になって演技のクラスをとるようになり、スタニスラフスキーの主催するモスクワ芸術座に参加。
そこで彼女はチェーホフやゴーリキーの親しい友人だった俳優Pavel Orlenevと出会い、二人はパートナーとなる。二人はヨーロッパのツアーに出かけ、1906年にはブロードウェイにも出演して大成功を収めた。そのままアメリカに住むことを決めた彼女は、1916年に映画デビュー。映画の成功に伴い、彼女は週$13,000の報酬（当時のスター、メアリー・ピックフォードは週$3,000であった）と、監督・脚本・主演男優の決定権まで与えられていたという。
ナジモヴァはその後の数年間に多くの映画に出演し、特に悲劇女優として絶大な人気を博した。
同時に彼女の風変わりさはメディアの注目するところとなっていった。サンセット大通りの彼女の館では堕落したパーティが開かれていると伝えられ、ゴシップの的となった。また、彼女はバイセクシュアルであったと伝えられている。彼女とかかわりがあった女性には女優のエヴァ・ル・ガリエンヌ、映画監督のドロシー・アーズナー、作家のメルセデス・デ・アコスタ、オスカー・ワイルドの姪ドリー・ワイルドなどがいた。またナジモヴァは10年以上の間、俳優のチャールズ・ブライアントと暮らしていた。しかし彼はゲイであり、二人の関係は、ナジモヴァのバイセクシュアルなライフ・スタイルを隠したかった彼女のスタジオと、ゲイであることを隠したかったチャールズ・ブライアントの両方の目的に資するものであったと考えられている。彼は1922年の『人形の家』と翌年の『サロメ』をナジモヴァ主演で監督している。
1918年、自信をつけたナジモヴァは、自分のプロダクションを設立し映画製作に乗り出す。彼女はオスカー・ワイルドやイプセンの作品を翻案してゆくが、大衆には受け入れられずに巨額の資金を失ってしまう結果になった。特に1923年の「サロメ」はスキャンダラスと受け止められた。ちなみにこの作品で美術監督を務めたナターシャ・ランボヴァは、後にルドルフ・ヴァレンティノと結婚している。

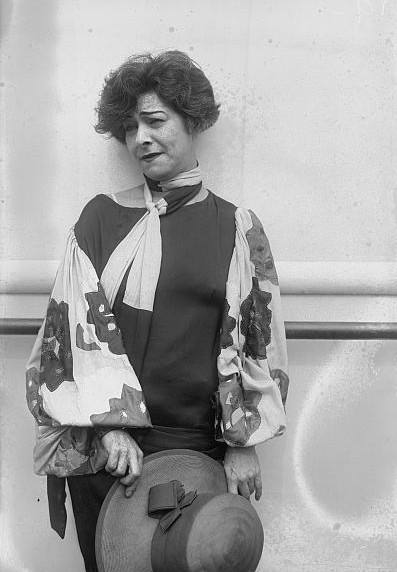
1925年

ヘイズ・コードによる厳しい検閲、彼女の演技スタイルが当時の流行に合わなくなってきたこと、映画作りのための資金がなくなったことにより、1925年頃には映画界から姿を消し、ブロードウェイの舞台に出演するようになった。1940年代には数本の映画に出演したが、そのほとんどが金のための小さな役であった。
ナジモヴァは乳癌を克服したものの、1945年に心臓発作によって死去した。
彼女によるイプセンの翻案は当時受け入れられなかったが、現在では高い評価を得ている。

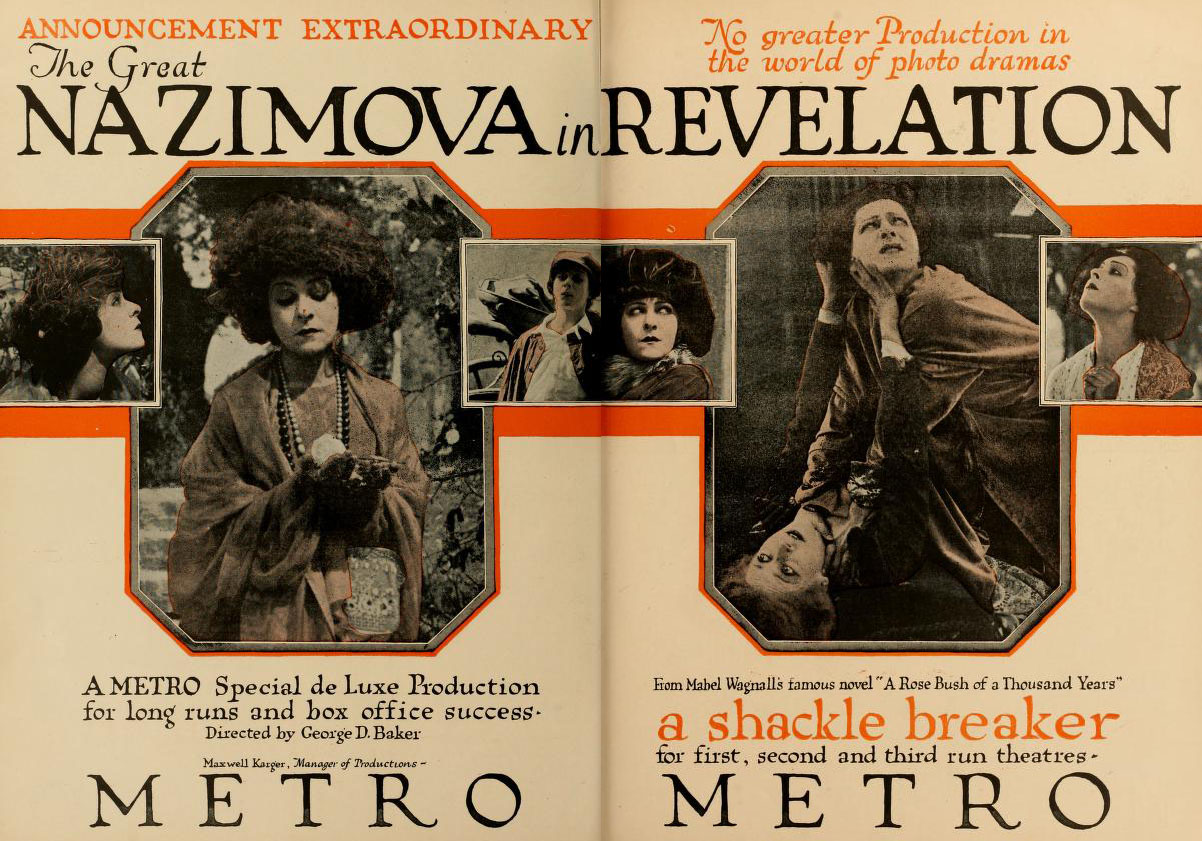
奇蹟の薔薇 (1918)

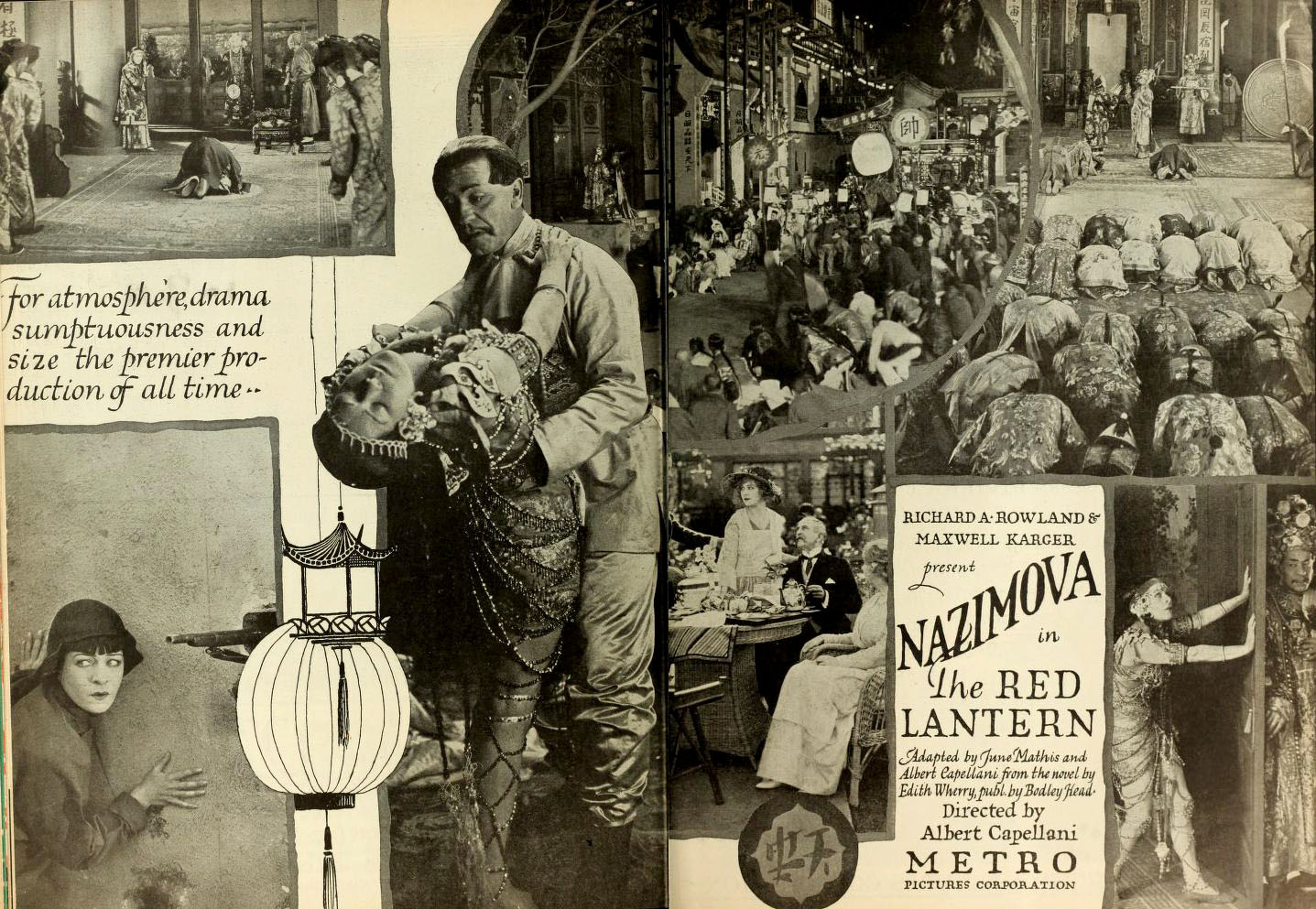
広告 (1919)

## 主な出演映画
- 奇蹟の薔薇 Revelation (1918)
- 運命の玩具 Toys of Fate (1918)
- 紅燈祭 The Red Lantern (1919)
- 死よりも強し Stronger Than Death (1920)
- 幼児の心 The Heart of a Child (1920)
- 孔雀夫人 Madame Peacock (1920)
- 椿姫 Camille (1921)
- 人形の家 A Doll's House (1922)
- サロメ Salomé (1923)
- 血と砂 Blood and Sand (1941)

## 参照
1. 1 2  Mavromatis, Kally; Glen Pringle (1999年). “"Alla Nazimova - Silent Star of February 1999"” (English). 2006年9月27日閲覧。
2. ↑  Theophano, Teresa (2002), “Film Actors: Lesbian”, glbtq.com 2007年12月14日閲覧。
3. ↑  Harbin, Billy J.; Marra, Kim; Schanke, Robert A. (2005), The Gay and Lesbian Theatrical Legacy, University of Michigan Press, p. 299, ISBN 0472098586